# Monte Montiego
Il Monte Montiego è un rilievo che fa parte dell'Appennino umbro-marchigiano, ha un'altezza di 975 m s.l.m. ed il suo territorio è compreso nei comuni di Acqualagna, Piobbico, Urbania, in provincia di Pesaro e Urbino.

## Etimologia
Vi sono più ipotesi sull'origine del suo nome: "Mons Aigon" dal greco monte delle pecore, forse per la presenza di ampi pascoli; altro pensiero deriva invece dal latino mons equus ovvero "monte equo", per la sua vetta non troppo pronunciata, pianeggiante.

## Storia
Le testimonianze del passato si ritrovano soprattutto alle sue pendici, nei paesi, ove ci potevano essere stati dei primi insediamenti. Si sono ritrovati alcuni oggetti d'uso quotidiano databili al tardo neolitico (VI secolo a.C.), ed altri di età etrusca e romana. 
Dal medioevo in poi le testimonianze sono più evidenti, e alcune presenti ancora oggi, quali i fortilizi: torri, rocche che le famiglie signorili del tempo hanno fatto erigere.

## Geografia
Il monte è prevalentemente formato da scaglia rossa, ed è questo il colore dominante a prima vista. Verso la base i fianchi sono scoscesi, mentre nella parte alta il monte è prevalentemente pianeggiante offre ampi prati, spesso adibiti al pascolo, e si trova un piccolo gruppo di case denominato "Villa di Mondiego". La scena è spesso rubata dal monte Nerone a suo fianco, ben più imponente e attraente. 

## Flora
Quella naturale è la tipica vegetazione collinare, ovvero carpino, ornello, leccio, ma dal 1931 la superficie demaniale è stata oggetto di un massiccio rimboschimento, quindi si trovano molte conifere, soprattutto pino nero, e nel loro sottobosco si possono notare i gradini realizzati per l'opera.

## Fauna
Si trova la tipica fauna collinare: volpe, tasso, lepre, scoiattolo, cinghiale, oltre ai comuni volatili.

## Attività sportiva
Il sottobosco delle conifere, pulito e agevole è l'ideale per tranquille passeggiate, per l'equitazione ma nelle pendici si possono trovare pure sentieri più impegnativi, per il trekking e la mountain bike. 
Per i rocciatori, tra Piobbico ed Acqualagna si nota uno sperone di roccia, la "Balza della penna", che precipita per 200 m, su cui sono segnate diverse vie per l'arrampicata.

## Galleria d'immagini

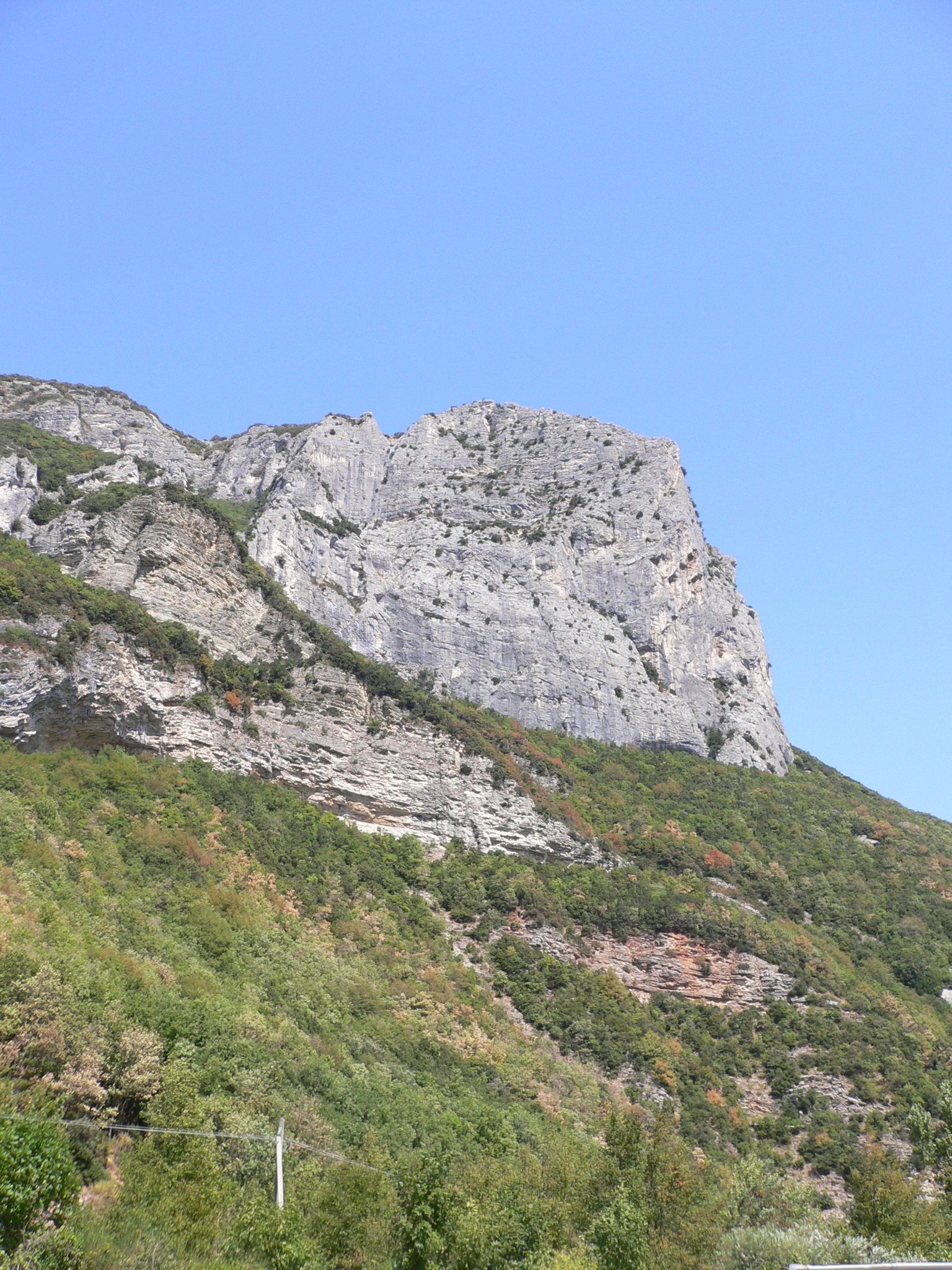
Balza della Penna, Piobbico